# 蘇菲亞·安·卡魯索
蘇菲亞·安·卡魯索（英語：Sophia Anne Caruso，2001年7月11日—），是一位美國女演員和歌手，以出演百老匯音樂劇《陰間大法師》的女主角麗迪亞·迪兹而知名並奪得劇院世界獎。2022年，卡魯索出演Netflix電影《善惡魔法學院》的女主角蘇菲（Sophie），是其首個主演的電影角色。

## 早年
卡魯索於2001年7月11日在美國華盛頓州斯波坎出生，是家中的么女。她的父親史提芬·卡魯索是名職業高爾夫球手，母親典娜則是數家服裝和珠寶店的東主。卡魯索自7歲起便先後在當地的兒童劇院和互動者專業劇院學習演戲。2011年，時年9歲的卡魯索首度參與互動者專業劇院的公演，出演《奇跡之人》中的海倫·海勒  ，而卡魯索在該劇院的最終演出是在翌年6月詮釋《殘忍小魔女》中的蒂娜·迪馬克（Tina Denmark）一角，但因合演者大衛·吉格勒（David Gigler）在排練期間意外身亡而導致公演取消。同年，卡魯索一家移居紐約市，使她能發展演藝事業。

## 演藝生涯

### 音樂劇
2014年，卡魯索於紐約市三角劇院的《殘忍小魔女》特別場次中再度詮釋蒂娜·迪馬克一角，隨後又參演了於約翰·甘迺迪表演藝術中心公演的《小小舞蹈家》。翌年，卡魯索於MCC劇院的外百老匯劇目《下界》中飾演艾莉絲（Iris），並獲得露西爾·洛特爾獎「優秀音樂劇女配角」提名。同年，她於由大衛·鮑伊製作、於紐約戲劇工作坊上映的音樂劇《拉撒路》中飾演神秘女子（Girl）。2016年，在貝拉斯科劇院公演的《黑鳥》中，卡魯索飾演了一名小女孩，是其首個百老匯角色。她又在同年Encores!製作的《逃離》中擔任群戲演員。同年10月，卡魯索回歸《拉撒路》劇組，於皇十字劇院的公演中再度詮釋神秘女子，並獲得劇迷選擇獎「最佳音樂劇女配角」提名。
卡魯索在2017年獲邀詮釋《陰間大法師》中的女主角麗迪亞·迪兹，並在翌年該劇作為百老匯劇目於華盛頓特區國家劇院和冬日花園劇院公演時再度飾演麗迪亞。卡魯索的表現獲得大致好評，其中《紐約時報》劇評人班·布德里讚揚卡魯索是富有才華但未獲重用的新演員，而《華盛頓郵報》的彼得·馬克斯（Peter Marks）則指卡魯索極具感染力，且能貼切演繹出麗迪亞的喪親之痛。《陰間大法師》獲得多個獎項和提名，當中包括八項東尼獎提名，而卡魯索亦憑此劇奪得劇院世界獎。然而，卡魯索於2020年公演期間在沒有任何預告下突然辭演，官方解釋是因她希望踏足影視圈並需要參與拍攝工作而被迫辭演，但亦有傳聞指是因她與合演的阿歷克斯·布萊曼和幕後工作人員鬧翻而被迫退出劇組。2023年，卡魯索將與塔提阿娜·瑪斯蘭尼和保羅·斯帕克斯共同主演百老匯音樂劇《灰屋》。

卡魯索出席2022年電影《善惡魔法學院》的首映禮

### 音樂
卡魯索於2020年5月22日發佈首支單曲〈玩具〉（Toys），該歌曲由曾與卡魯索在《拉撒路》合作過的亨利·希和樂隊太陽帝國成員尼克·利特摩爾共同編寫，並計劃推出迷你專輯。2022年7月，卡魯索發佈了另一支單曲〈雪與冰〉（Snow & Ice）。

### 電影
2022年，卡魯索於改編自同名小說的Netflix奇幻電影《善惡魔法學院》中飾演女主角蘇菲（Sophie），是其首個主演的電影角色。

## 作品列表

### 舞台劇
| 年份     | 標題       | 角色                 | 公演地點                          |
| -------- | ---------- | -------------------- | --------------------------------- |
| 2013     | 盛夏獅王   | 珍（）               | 西雅圖第五大道劇院                |
| 2014     | 小小舞蹈家 | 夏洛特·范·歌德姆（Charlotte Van Goethem） | 華盛頓特區約翰·甘迺迪表演藝術中心 |
| 2014     | 殘忍小魔女 | 蒂娜·迪馬克（Tina Denmark）      | 紐約市三角劇院                    |
| 2015     | 下界       | 艾莉絲（Iris）           | 紐約市MCC劇院                     |
| 2015–16  | 拉撒路     | 神秘女子（Girl）         | 紐約戲劇工作坊                    |
| 2016     | 逃離       | 群戲演員             | 紐約中心劇院                      |
| 2016     | 黑鳥       | 小女孩               | 百老匯貝拉斯科劇院                |
| 2016－17 | 拉撒路     | 神秘女子（Girl）         | 倫敦皇十字劇院                    |
| 2018     | 陰間大法師 | 麗迪亞·迪兹          | 華盛頓特區國家劇院                |
| 2019－20 | 陰間大法師 | 麗迪亞·迪兹          | 百老匯冬日花園劇院                |
| 2023     | 灰屋       | 瑪努（Marlow）             | 蘭心劇院                          |

### 電影
| 年份 | 標題         | 角色     |
| ---- | ------------ | -------- |
| 2015 | 紅心的傑克   | 可樂（Coke） |
| 2022 | 善惡魔法學院 | 蘇菲（Sophie） |

### 電視劇
| 年份 | 標題                 | 角色                 | 備註         |
| ---- | -------------------- | -------------------- | ------------ |
| 2013 | 仙樂飄飄處處聞現場版 | 布姬塔·馮·崔普       | 電視特別節目 |
| 2013 | 名人鬼故事           | 年輕版姬莉安·芭伯瑞  | 1集          |
| 2013 | 名聲大噪             | 年輕版諾瑪·珍·莫滕森 | 1集          |
| 2018 | 陌生人               | 莉莉（Lily）             | 1集          |
| 2019 | 惡靈偵探             | 愛瑪（Emma）             | 1集          |
| 2025 | ONE PIECE            | Miss.黃金週          |              |

## 音樂作品列表
單曲
- 〈玩具〉（Toys） (2020)[23]
- 〈再見〉（Goodbye） (2021)[29]
- 〈雪與冰〉（Snow & Ice） (2022)[23]
- 〈像那樣的事〉（Thing Like That） (2022)

音樂劇原聲大碟
- 拉撒路（英语：Lazarus (musical)）原聲大碟 (2016)[30]
- 陰間大法師（英语：Beetlejuice (musical)）百老匯原聲大碟 (2019)[31]
- 莉莎·斯瓦多斯（英语：Elizabeth Swados）作品集 (2020)[32]

## 獎項與提名
| 年份 | 獎項            | 類別                   | 作品       | 結果 |
| ---- | --------------- | ---------------------- | ---------- | ---- |
| 2015 | 露西爾·洛特爾獎 | 優秀音樂劇女配角       | 下界       | 提名 |
| 2016 | 露西爾·洛特爾獎 | 優秀音樂劇女主角       | 拉撒路     | 提名 |
| 2016 | 外圈劇評人獎    | 優秀音樂劇女配角       | 拉撒路     | 提名 |
| 2016 | 劇迷選擇獎      | 最佳音樂劇女配角       | 拉撒路     | 提名 |
| 2019 | 劇院世界獎      | 優秀紐約市舞台劇目初演 | 陰間大法師 | 獲獎 |
| 2020 | 克萊夫·巴恩斯獎 | 劇院演員獎             | 陰間大法師 | 提名 |

## 外部連結
- 蘇菲亞·安·卡魯索的Instagram帳戶
- 蘇菲亞·安·卡魯索在互联网电影资料库（IMDb）上的資料（英文）
- 互联网外百老汇数据库（IOBDB）上蘇菲亞·安·卡魯索的資料（英文）